# Indestructible (canción de Disturbed)
«Indestructible» es una canción de la banda estadounidense de Heavy metal Disturbed. La canción se lanzó como el tercer sencillo del cuarto álbum de estudio de la banda Indestructible. El sencillo alcanzó el número dos en el gráfico del Hot Mainstream Rock Tracks y el número diez en el gráfico del Hot Modern Rock Tracks. El vídeo de música para la canción apareció en el sitio web de Disturbed el 20 de agosto de 2008 y el sencillo fue lanzado el 29 de septiembre de 2008. La canción tiene como objetivo animar a las tropas que van a la batalla y subirles la moral. También quiere representar el éxito de Disturbed en la industria musical. Es una de las canciones más conocidas de Disturbed.

## Interpretación
"Indestructible" es "un himno para los soldados", comenta el vocalista David Draiman. " Significa algo que les haría sentirse invencibles, deshacerse de sus miedos, hacerles fuertes." Según Draiman, la canción también significa la presencia y éxito de Disturbed en la industria de la música. Draiman comenta que la canción "intenta simbolizar el hecho de que aún estamos jodidamente aquí, que no hemos sido destruidos, que resistimos a la prueba del tiempo." El guitarrista Dan Donegan expande este punto, declarando que "Nos sentimos que nos hemos vuelto indestructibles al ser capaces de sobrevivir todo este tiempo en este negocio, y continuamos teniendo éxito con ello." Draiman Concluye, " Hemos pasado por mucho. No importa que se nos eche encima, como banda, no importa que pase en el ambiente musical, aún estamos aquí, seguimos siendo viables, y aún nos seguimos levantando."

## Vídeo musical
Un vídeo musical fue a producción en junio del 2008 con Noble Jones como el director, y fue lanzado el 20 de agosto de 2008. Presenta escenas de batalla de alto concepto, provenientes de las películas 300 y 10,000 BC, impuestas con imágenes de la banda actuando en la canción. El vídeo muestra la progresión de la guerra a lo largo de la historia; desde la básica lucha con lanzas, a utilizar armas modernas tales como armas de fuego. El vídeo es único en cuanto a que rompe la tradición desde pasadas descripciones históricas de combates armados que, hasta hace unos cuantos años, han siempre mostrado a los combatientes en ser exclusivamente hombres, al presentar una escena de cierre de una soldada-guerrera armada, presumiblemente americana, dirigiendo a la cabeza hacia la amenaza a sus compañeros soldados, sus "hermanos-en-armas".

## Lista de canciones
Reino Unido
Todas las pistas escritas por Disturbed.
| N.º | Título | Duración |  |

1. "Indestructible (Versión del álbum)"                                      4:38
2. "Indestructible (Editado para radio)"                                      3:59

Reino Unido 7" vinilo edición limitada
| N.º | Título | Duración |  |

1. "Indestructible" (Versión del álbum)"                                     4:38
2. "Inside The Fire"                                                                    3:52

Digital
| N.º | Título | Duración |  |

1. "Indestructible"                                                                       4:38
2. "Inside The Fire"                                                                    3:59

## Posiciones de gráfico
| Gráfico (2008)                     | Posición |
| ---------------------------------- | -------- |
| La Cartelera Caliente 100          | 72       |
| Hot Canadian Digital Singles       | 40       |
| Canciones Digitales calientes      | 35       |
| Caliente Mainstream Pistas de Rock | 2        |
| Pistas de Rock Modernas calientes  | 10       |

## Personal
- Dan Donegan – guitarra, productor, electrónica
- David Draiman – vocalista principal, corista,  coproductor
- Mike Wengren – batería, coproductor
- John Moyer – bajo eléctrico
- Neal Avron – mezcla

## Historial de lanzamiento
| Región           | Fecha                    | Etiqueta | Formato          |
| ---------------- | ------------------------ | -------- | ---------------- |
| En todo el mundo | 29 de septiembre de 2008 | Reprise  | Descarga digital |
| Estados Unidos   | 6 de octubre de 2008     | Reprise  | 7"7" CD          |
| Reino Unido      | 6 de octubre de 2008     | Reprise  | CD               |